# Nintendo Network Services
A Nintendo Network Service Database (NSD), korábban Wii no Ma, egy japán cég volt. Eredetileg a Nintendo azért hozta létre, hogy digitális szórakoztatási szolgáltatást kínáljon a Wii tulajdonosoknak, a cég azóta át lett nevezve.
Megszűnéséig a Nintendo Network Services kezelte a Nintendo Network minden műveletét, beleértve a programozást és a szerverfenntartást a Nintendo belsős projektéiben az ők Nintendo Network Business & Development részlegükön és teljesen különböző más külső online software infrastruktúrák által. Végül a társaság szintén együttműködött a fejlesztésben, hogy a külsős online software infrastruktúrák kompatibilisek legyenek a Nintendo konzolokkal és a Nintendo Networkkel.

## Történelem

### Wii no Ma
A Wii no Ma (Wiiの間) egy video-on-demand szoltgáltatás csatorna volt, amit a Nintendo működtetett együttműködve a Dentsuval, hogy műsorokat és reklámokat készítsenek. A Wii no Ma nézhető volt azoknak, akiknek volt Wii-jük internetkapcsolattal és családorientált tartalmakat kínált, mint rajzfilmek, gondolkodtató kvízek, főzés, oktató műsorok és más műsorokat, amiket a Nintendónak készültek. Az adás 2009. május 1.-én indult Japánban. 2010-ben számos névjegyet nyújtottak be a névre.
A csatorna interfésze egy virtuális nappali körül épült, ahol legfeljebb nyolc Mii-t lehetett regisztrálni és léphetett kapcsolatba. A virtuális nappaliban volt egy TV, ami elvitte a nézőt a video listára. A „portás” híresség Mii-je alkalmanként bemutatta a különleges műsorokat.
A felsővezető a Fuji Televisionnél azt állította, hogyha azt terveznék, hogy a Wii-t tennék meg a nappali középpontjának értelmes módon, az volna a tévés producerek stábjának rémálma.
Egy DSiWare applikáció, amit Dokodemo Wii no Mának hívtak, ingyen le tudtak tölteni a Nintendo DSi japán felhasználói és ezáltal letölthettek műsorokat a Wii no Ma-ról a Wii-ről a DSi-re, és aztán visszajátszhatják azokat. Ez lehetővé tette a felhasználók számára, hogy letöltsenek kuponokat a DSi-re, amelyet egy boltban le lehet szkennelni a képernyőről.

### 2012-es átnevezés
A Nintendo megszüntette a Wii no Ma csatorna működését 2012. április 30-án, és átnevezte a társaságot Nintendo Network Service Database-re.
2018-ban felszámolták a Nintendo Network Servicest.

## WiiLink24
2020-ban indult egy rajongói újraindulása a szolgáltatásnak WiiLink24 néven, amely a japán Wii csatornákra specializálódott. Célja nemcsak, hogy lefordítsa az applikációt angolra, de arra is, hogy visszahozza a szolgáltatást törvényesen, amennyire lehetséges.

## Egyéb
- Netflix Video on demand[7]

## Fordítás
- Ez a szócikk részben vagy egészben  a   Nintendo_Network_Service_Database című angol Wikipédia-szócikk fordításán alapul.  Az eredeti cikk szerkesztőit annak laptörténete sorolja fel. Ez a jelzés csupán a megfogalmazás eredetét és a szerzői jogokat jelzi, nem szolgál a cikkben szereplő információk forrásmegjelöléseként.